# American Music Awards 1989
Die 16. American Music Awards wurden von der American Broadcasting Company (ABC) am 25. Januar 1989 ausgestrahlt. Die Veranstaltung fand im Shrine Auditorium in Los Angeles, Kalifornien statt. Die Moderation übernahmen Anita Baker, Debbie Gibson, Kenny Rogers und Rod Stewart.
Es war die erste Award-Show, bei der die Kategorien um eine Heavy Metal/Hard Rock Category und eine Rap/Hip-Hop Category erweitert wurde. Erstere gewann Def Leppard mit ihrem Album Hysteria, letztere DJ Jazzy Jeff & the Fresh Prince mit He’s the DJ, I’m the Rapper.

## Gewinner und Nominierte
| Kategorie                             | Gewinner                                                       | Nominierungen                                                                                  |
| Pop/Rock Category                     | Pop/Rock Category                                              | Pop/Rock Category                                                                              |
| ------------------------------------- | -------------------------------------------------------------- | ---------------------------------------------------------------------------------------------- |
| Favorite Pop/Rock Male Artist         | George Michael                                                 | Michael Jackson Steve Winwood                                                                  |
| Favorite Pop/Rock Female Artist       | Whitney Houston                                                | Tracy Chapman Debbie Gibson                                                                    |
| Favorite Pop/Rock Band/Duo/Group      | Gloria Estefan & Miami Sound Machine                           | Def Leppard Van Halen                                                                          |
| Favorite Pop/Rock Album               | OST – Dirty Dancing                                            | Def Leppard – Hysteria George Michael – Faith                                                  |
| Favorite Pop/Rock Song                | Guns n’ Roses – Sweet Child o’ Mine                            | Rick Astley – Never Gonna Give You Up Steve Winwood – Roll with It                             |
| Favorite Pop/Rock New Artist          | Tracy Chapman                                                  | Rick Astley Taylor Dayne                                                                       |
| Soul/R&B Category                     |                                                                |                                                                                                |
| Favorite Soul/R&B Male Artist         | George Michael                                                 | Bobby Brown Michael Jackson                                                                    |
| Favorite Soul/R&B Female Artist       | Whitney Houston                                                | Natalie Cole Sade                                                                              |
| Favorite Soul/R&B Band/Duo/Group      | Gladys Knight & the Pips                                       | New Edition Salt ’n’ Pepa                                                                      |
| Favorite Soul/R&B Album               | George Michael – Faith                                         | Gladys Knight & the Pips – All Our Love Keith Sweat – Make It Last Forever                     |
| Favorite Soul/R&B Song                | Freddie Jackson – Nice ’n’ Slow                                | Al B. Sure! – Off on Your Own (Girl) Pebbles – Girlfriend                                      |
| Favorite Soul/R&B New Artist          | Al B. Sure!                                                    | Tony! Toni! Tone! Karyn White                                                                  |
| Country Category                      |                                                                |                                                                                                |
| Favorite Country Male Artist          | Randy Travis                                                   | George Strait Hank Williams Jr.                                                                |
| Favorite Country Female Artist        | Reba McEntire                                                  | Rosanne Cash Tanya Tucker                                                                      |
| Favorite Country Band/Duo/Group       | Alabama                                                        | The Judds The Oak Ridge Boys                                                                   |
| Favorite Country Album                | Randy Travis – Always & Forever                                | George Strait – If You Ain’t Lovin’, You Ain’t Livin’ Ricky Van Shelton – Wild-Eyed Dream      |
| Favorite Country Song                 | Randy Travis – I Told You So                                   | Alabama – Fallin’ Again Kathy Mattea – Eighteen Wheels and a Dozen Roses                       |
| Favorite Country New Artist           | Patty Loveless                                                 | Larry Boone The McCarters                                                                      |
| Heavy Metal/Hard Rock Category        |                                                                |                                                                                                |
| Favorite Heavy Metal/Hard Rock Artist | Def Leppard                                                    | Guns n’ Roses Van Halen                                                                        |
| Favorite Heavy Metal/Hard Rock Album  | Def Leppard – Hysteria                                         | Guns n’ Roses – Appetite for Destruction Van Halen – OU812                                     |
| Rap/Hip-Hop Category                  |                                                                |                                                                                                |
| Favorite Rap/Hip-Hop Artist           | DJ Jazzy Jeff & the Fresh Prince                               | Run-D.M.C. Salt-n-Pepa                                                                         |
| Favorite Rap/Hip-Hop Album            | DJ Jazzy Jeff & The Fresh Prince – He’s the DJ, I’m the Rapper | Public Enemy – It Takes a Nation of Millions to Hold Us Back Run-D.M.C. – Tougher Than Leather |
| Merit                                 |                                                                |                                                                                                |
| Willie Nelson                         |                                                                |                                                                                                |
| Special Achievement Award             |                                                                |                                                                                                |
| Michael Jackson                       |                                                                |                                                                                                |